# Liste des monuments historiques de Coxyde
Cette page regroupe l'ensemble des monuments classés de la ville de Coxyde.
| Objet | Statut du classement? | Année de construction/architecte | Section communale | Adresse                 | Coordonnées                      | Numéro d'inventaire | Illustration                                                                                                  |
| --- | --------------------- | -------------------------------- | ----------------- | ----------------------- | -------------------------------- | ------------------- | --- |
| (nl) 's Herenshof, hoevegebouwen                                                                              |                       |                                  | Coxyde            | Burgweg 22              | 51° 05′ 38″ nord, 2° 39′ 44″ est | 16286               | Téléverser |
| (nl) Vissershuis 1912, nu buitenverblijf                                                                      |                       |                                  | Coxyde            | Houtsaegerlaan 37       | 51° 06′ 26″ nord, 2° 39′ 12″ est | 16287               | Téléverser |
| Église Saint-Pierre (Coxyde)                                                                                  | Oui                   |                                  | Coxyde            | Kerkstraat 28           | 51° 06′ 11″ nord, 2° 39′ 15″ est | 16288               | Téléverser |
| (nl) Gemeenteschool en schoolmeestershuis                                                                     |                       |                                  | Coxyde            | Kerkstraat              | 51° 06′ 11″ nord, 2° 39′ 17″ est | 16289               | Téléverser |
| École hôtelière Ter Duinen                                                                                    |                       |                                  | Coxyde            | Houtsaegerlaan 40       | 51° 06′ 21″ nord, 2° 39′ 06″ est | 16293               | Téléverser |
| (nl) Vissershuisje                                                                                            |                       |                                  | Coxyde            | Massartstraat 17        | 51° 06′ 19″ nord, 2° 39′ 07″ est | 16294               | Téléverser |
| (nl) Vissershuisje, thans buitenverblijf, breedhuis                                                           |                       |                                  | Coxyde            | Pylyserlaan 3           | 51° 06′ 31″ nord, 2° 38′ 52″ est | 16295               | Téléverser |
| (nl) Gebouwtje, Koorts- of Clercqskapelletje                                                                  | Oui                   |                                  | Coxyde            | Svinkxstraat            | 51° 05′ 21″ nord, 2° 37′ 15″ est | 16298               | Téléverser |
| Ferme Ten Bogaerde                                                                                            | Oui                   |                                  | Coxyde            | Ten Bogaerdelaan 10     | 51° 05′ 31″ nord, 2° 38′ 02″ est | 16300               | Ferme Ten Bogaerde                                                                                            |
| (nl) Leihof, hoevegebouwen                                                                                    |                       |                                  | Coxyde            | Veurnestraat 52         | 51° 05′ 52″ nord, 2° 38′ 54″ est | 16301               | Téléverser |
| (nl) Pastorie, Duinenhove, ca. 1900 neostijl                                                                  |                       |                                  | Coxyde            | Zeelaan 6               | 51° 06′ 18″ nord, 2° 39′ 04″ est | 16302               | Téléverser |
| (nl) Pastorie, Duinenhove, ca. 1900 neostijl                                                                  |                       |                                  | Coxyde            | Zeelaan 8               | 51° 06′ 18″ nord, 2° 39′ 04″ est | 16302               | Téléverser |
| (nl) Hoekhuis, Le Castelet, hoekhuis 1932                                                                     |                       |                                  | Coxyde            | Albert Bliecklaan 36    | 51° 06′ 57″ nord, 2° 37′ 56″ est | 16304               | (nl) Hoekhuis, Le Castelet, hoekhuis 1932                                                                     |
| (nl) Hoekhuis cottagestijl naar ontwerp van E. Descamps                                                       |                       |                                  | Coxyde            | Felicien Ropsweg 9      | 51° 07′ 06″ nord, 2° 38′ 06″ est | 16305               | (nl) Hoekhuis cottagestijl naar ontwerp van E. Descamps                                                       |
| (nl) Respectielijk Yetti en Rossi, woningen                                                                   |                       |                                  | Coxyde            | Lalouxlaan 34           | 51° 07′ 01″ nord, 2° 37′ 59″ est | 16306               | (nl) Respectielijk Yetti en Rossi, woningen                                                                   |
| (nl) Respectielijk Yetti en Rossi, woningen                                                                   |                       |                                  | Coxyde            | Lalouxlaan 36           | 51° 07′ 01″ nord, 2° 37′ 59″ est | 16306               | (nl) Respectielijk Yetti en Rossi, woningen                                                                   |
| (nl) Tweegezinswoning Les heures claires, cottagestijl                                                        |                       |                                  | Coxyde            | Lalouxlaan 45           | 51° 07′ 00″ nord, 2° 37′ 55″ est | 16307               | (nl) Tweegezinswoning Les heures claires, cottagestijl                                                        |
| (nl) Tweegezinswoning Les heures claires, cottagestijl                                                        |                       |                                  | Coxyde            | Lalouxlaan 47           | 51° 07′ 00″ nord, 2° 37′ 55″ est | 16307               | (nl) Tweegezinswoning Les heures claires, cottagestijl                                                        |
| (nl) Tweegezinswoning respectievelijk Lucie Rose en Anne Frank                                                |                       |                                  | Coxyde            | Lalouxlaan 49           | 51° 07′ 00″ nord, 2° 37′ 54″ est | 16308               | (nl) Tweegezinswoning respectievelijk Lucie Rose en Anne Frank                                                |
| (nl) Tweegezinswoning respectievelijk Lucie Rose en Anne Frank                                                |                       |                                  | Coxyde            | Lalouxlaan 51           | 51° 07′ 00″ nord, 2° 37′ 54″ est | 16308               | (nl) Tweegezinswoning respectievelijk Lucie Rose en Anne Frank                                                |
| (nl) Moderne villa naar ontwerp van P. Felix, kubisme, 1958-'59                                               |                       |                                  | Coxyde            | Hoge Blekkerlaan 14     | 51° 06′ 50″ nord, 2° 38′ 47″ est | 16309               | (nl) Moderne villa naar ontwerp van P. Felix, kubisme, 1958-'59                                               |
| (nl) Respectievelijk La Maritza en Clair Bois, huizen                                                         |                       |                                  | Coxyde            | Hoge Duinenlaan 1       | 51° 07′ 04″ nord, 2° 38′ 29″ est | 16310               | (nl) Respectievelijk La Maritza en Clair Bois, huizen                                                         |
| (nl) Respectievelijk La Maritza en Clair Bois, huizen                                                         |                       |                                  | Coxyde            | Hoge Duinenlaan 3       | 51° 07′ 04″ nord, 2° 38′ 29″ est | 16310               | (nl) Respectievelijk La Maritza en Clair Bois, huizen                                                         |
| (nl) Cottage Grand-mère                                                                                       |                       |                                  | Coxyde            | Hoge Duinenlaan 5       | 51° 07′ 05″ nord, 2° 38′ 31″ est | 16311               | (nl) Cottage Grand-mère                                                                                       |
| (nl) Cottage,Les Oseraies, naar ontwerp van Lejeune                                                           |                       |                                  | Coxyde            | Schoonbergstraat 2      | 51° 07′ 06″ nord, 2° 38′ 40″ est | 16312               | (nl) Cottage,Les Oseraies, naar ontwerp van Lejeune                                                           |
| (nl) Cottage,Le Serpolet, 1931                                                                                |                       |                                  | Coxyde            | Vlinderweg 3            | 51° 07′ 06″ nord, 2° 38′ 39″ est | 16313               | (nl) Cottage,Le Serpolet, 1931                                                                                |
| (nl) Antheor, cottage Gaston Lejeune-Coxyde s. mer-1932                                                       |                       |                                  | Coxyde            | Vogelzangstraat 3       | 51° 07′ 04″ nord, 2° 38′ 36″ est | 16314               | (nl) Antheor, cottage Gaston Lejeune-Coxyde s. mer-1932                                                       |
| (nl) Woning, Zonneschijn en Dageraad, cottages                                                                |                       |                                  | Coxyde            | Vogelzangstraat 16      | 51° 07′ 05″ nord, 2° 38′ 45″ est | 16315               | (nl) Woning, Zonneschijn en Dageraad, cottages                                                                |
| (nl) Woning, Zonneschijn en Dageraad, cottages                                                                |                       |                                  | Coxyde            | Vogelzangstraat 18      | 51° 07′ 05″ nord, 2° 38′ 45″ est | 16315               | (nl) Woning, Zonneschijn en Dageraad, cottages                                                                |
| (nl) Cottage                                                                                                  |                       |                                  | Coxyde            | Vogelzangstraat 20      | 51° 07′ 05″ nord, 2° 38′ 45″ est | 16316               | (nl) Cottage                                                                                                  |
| Église Notre-Dame des Dunes (Coxyde) de J. Lantsoght                                                          | Oui                   |                                  | Coxyde            | Kerkplein               | 51° 06′ 48″ nord, 2° 37′ 59″ est | 16318               | Église Notre-Dame des Dunes (Coxyde) de J. Lantsoght                                                          |
| Moulin de Coxyde                                                                                              | Oui                   |                                  | Coxyde            | Jaak Van Buggenhoutlaan | 51° 06′ 29″ nord, 2° 37′ 48″ est | 16319               | Moulin de Coxyde                                                                                              |
| (nl) Baldjes-Kruis, historisch veldkapelletje                                                                 | Oui                   |                                  | Coxyde            | Jaak Van Buggenhoutlaan | 51° 06′ 35″ nord, 2° 37′ 58″ est | 16320               | Téléverser |
| (nl) Vissershuisje                                                                                            | Oui                   |                                  | Coxyde            | Jaak Van Buggenhoutlaan | 51° 06′ 35″ nord, 2° 37′ 58″ est | 16321               | Téléverser |
| (nl) Hotel Normandië                                                                                          | Oui                   |                                  | Coxyde            | Koninklijke Baan 1      | 51° 07′ 25″ nord, 2° 39′ 24″ est | 16322               | (nl) Hotel Normandië                                                                                          |
| Abbaye des Dunes                                                                                              | Oui                   |                                  | Coxyde            | Koninklijke Prinslaan   | 51° 06′ 34″ nord, 2° 37′ 53″ est | 16323               | Abbaye des Dunes                                                                                              |
| (nl) Villa Miquette, rijhuis cottagestijl                                                                     |                       |                                  | Coxyde            | Kursaallaan 17          | 51° 07′ 03″ nord, 2° 38′ 08″ est | 16324               | (nl) Villa Miquette, rijhuis cottagestijl                                                                     |
| (nl) l'Ermitage, cottage                                                                                      | Oui                   |                                  | Coxyde            | Oasisstraat 1           | 51° 07′ 13″ nord, 2° 38′ 26″ est | 16464               | Téléverser |
| (nl) Respectievelijk Kh??-Ske en Jorarda, cottages                                                            | Oui                   |                                  | Coxyde            | Oasisstraat 2           | 51° 07′ 13″ nord, 2° 38′ 26″ est | 16465               | Téléverser |
| (nl) Respectievelijk Kh??-Ske en Jorarda, cottages                                                            | Oui                   |                                  | Coxyde            | Oasisstraat 4           | 51° 07′ 13″ nord, 2° 38′ 26″ est | 16465               | Téléverser |
| (nl) Respectievelijk Hora Fugit en Carpe Diem, tweegezinwoning in cottagestijl                                | Oui                   |                                  | Coxyde            | Maagdenpalmstraat 1     | 51° 07′ 13″ nord, 2° 38′ 25″ est | 16466               | Téléverser |
| (nl) Respectievelijk Hora Fugit en Carpe Diem, tweegezinwoning in cottagestijl                                | Oui                   |                                  | Coxyde            | Maagdenpalmstraat 3     | 51° 07′ 13″ nord, 2° 38′ 25″ est | 16466               | Téléverser |
| (nl) Cottage                                                                                                  | Oui                   |                                  | Coxyde            | Steenbeukenstraat 6     | 51° 07′ 13″ nord, 2° 38′ 27″ est | 16467               | Téléverser |
| (nl) Kindertehuizen, Les Perles en Bambino                                                                    | Oui                   |                                  | Coxyde            | Pierre Sorellaan 60     | 51° 07′ 14″ nord, 2° 38′ 27″ est | 16468               | Téléverser |
| (nl) Kindertehuizen, Les Perles en Bambino                                                                    | Oui                   |                                  | Coxyde            | Zandstraat 1            | 51° 07′ 14″ nord, 2° 38′ 27″ est | 16468               | Téléverser |
| (nl) Respectievelijk Les vagues capricieuses en Les Parnassias                                                | Oui                   |                                  | Coxyde            | Pierre Sorellaan 48     | 51° 07′ 13″ nord, 2° 38′ 24″ est | 16469               | Téléverser |
| (nl) Respectievelijk Les vagues capricieuses en Les Parnassias                                                | Oui                   |                                  | Coxyde            | Pierre Sorellaan 50     | 51° 07′ 13″ nord, 2° 38′ 24″ est | 16469               | Téléverser |
| (nl) Chipette, vroeger Mégoli, cottage                                                                        | Oui                   |                                  | Coxyde            | Pierre Sorellaan 62     | 51° 07′ 15″ nord, 2° 38′ 27″ est | 16470               | Téléverser |
| (nl) Respectievelijk Jan-Pol en La Guadeloupe, cottagebouw                                                    | Oui                   |                                  | Coxyde            | Bauwenslaan 2           | 51° 07′ 04″ nord, 2° 38′ 20″ est | 16471               | Téléverser |
| (nl) Respectievelijk Jan-Pol en La Guadeloupe, cottagebouw                                                    | Oui                   |                                  | Coxyde            | Bauwenslaan 4           | 51° 07′ 04″ nord, 2° 38′ 20″ est | 16471               | Téléverser |
| (nl) Samoisy, cottage                                                                                         | Oui                   |                                  | Coxyde            | Familiestraat 1         | 51° 07′ 09″ nord, 2° 38′ 25″ est | 16472               | Téléverser |
| (nl) Julia, cottage                                                                                           | Oui                   |                                  | Coxyde            | Familiestraat 3         | 51° 07′ 09″ nord, 2° 38′ 25″ est | 16473               | Téléverser |
| (nl) Cottage                                                                                                  | Oui                   |                                  | Coxyde            | Gulden Vlieslaan 19     | 51° 07′ 11″ nord, 2° 38′ 25″ est | 16474               | Téléverser |
| (nl) Cottage, vroeger Villa Paulo, naar ontwerp van Lejeune van 1925                                          | Oui                   |                                  | Coxyde            | Gulden Vlieslaan 28     | 51° 07′ 10″ nord, 2° 38′ 25″ est | 16475               | Téléverser |
| (nl) Bonne Entente, cottage naar ontwerp van Lejeune 1931                                                     |                       |                                  | Coxyde            | Gulden Vlieslaan 52     | 51° 07′ 06″ nord, 2° 38′ 46″ est | 16476               | Téléverser |
| (nl) Cottage, Malpertuus                                                                                      |                       |                                  | Coxyde            | Mariastraat 2           | 51° 07′ 09″ nord, 2° 38′ 12″ est | 16477               | Téléverser |
| (nl) Casa Blanca, cottage                                                                                     | Oui                   |                                  | Coxyde            | Wilde Rozenvoetpad 1    | 51° 07′ 04″ nord, 2° 38′ 22″ est | 16478               | Téléverser |
| (nl) Vissershuisje                                                                                            | Oui                   |                                  | Coxyde            | Tulpenlaan 46           | 51° 06′ 49″ nord, 2° 38′ 00″ est | 16479               | (nl) Vissershuisje                                                                                            |
| (nl) Respectievelijk Les Buissons, Belle et Bonne, Mon Plaisir en Angela                                      |                       |                                  | Coxyde            | Struikenstraat 16       | 51° 06′ 58″ nord, 2° 38′ 04″ est | 16481               | (nl) Respectievelijk Les Buissons, Belle et Bonne, Mon Plaisir en Angela                                      |
| (nl) Respectievelijk Les Buissons, Belle et Bonne, Mon Plaisir en Angela                                      |                       |                                  | Coxyde            | Vlaanderenstraat 11     | 51° 06′ 58″ nord, 2° 38′ 04″ est | 16481               | (nl) Respectievelijk Les Buissons, Belle et Bonne, Mon Plaisir en Angela                                      |
| (nl) Respectievelijk Les Buissons, Belle et Bonne, Mon Plaisir en Angela                                      |                       |                                  | Coxyde            | Vlaanderenstraat 7      | 51° 06′ 58″ nord, 2° 38′ 04″ est | 16481               | (nl) Respectievelijk Les Buissons, Belle et Bonne, Mon Plaisir en Angela                                      |
| (nl) Respectievelijk Les Buissons, Belle et Bonne, Mon Plaisir en Angela                                      |                       |                                  | Coxyde            | Vlaanderenstraat 9      | 51° 06′ 58″ nord, 2° 38′ 04″ est | 16481               | (nl) Respectievelijk Les Buissons, Belle et Bonne, Mon Plaisir en Angela                                      |
| (nl) Respectievelijk Les Liserons, Les Graminées, Les Paquerettes, Les Eglantines, Les Muguets en Mon Caprice |                       |                                  | Coxyde            | Kursaallaan 29          |                                  | 16482               | (nl) Respectievelijk Les Liserons, Les Graminées, Les Paquerettes, Les Eglantines, Les Muguets en Mon Caprice |
| (nl) Respectievelijk Les Liserons, Les Graminées, Les Paquerettes, Les Eglantines, Les Muguets en Mon Caprice |                       |                                  | Coxyde            | Vlaanderenstraat 20     |                                  | 16482               | (nl) Respectievelijk Les Liserons, Les Graminées, Les Paquerettes, Les Eglantines, Les Muguets en Mon Caprice |
| (nl) Respectievelijk Les Liserons, Les Graminées, Les Paquerettes, Les Eglantines, Les Muguets en Mon Caprice |                       |                                  | Coxyde            | Vlaanderenstraat 22     |                                  | 16482               | (nl) Respectievelijk Les Liserons, Les Graminées, Les Paquerettes, Les Eglantines, Les Muguets en Mon Caprice |
| (nl) Respectievelijk Les Liserons, Les Graminées, Les Paquerettes, Les Eglantines, Les Muguets en Mon Caprice |                       |                                  | Coxyde            | Vlaanderenstraat 24     |                                  | 16482               | (nl) Respectievelijk Les Liserons, Les Graminées, Les Paquerettes, Les Eglantines, Les Muguets en Mon Caprice |
| (nl) Respectievelijk Les Liserons, Les Graminées, Les Paquerettes, Les Eglantines, Les Muguets en Mon Caprice |                       |                                  | Coxyde            | Vlaanderenstraat 26     |                                  | 16482               | (nl) Respectievelijk Les Liserons, Les Graminées, Les Paquerettes, Les Eglantines, Les Muguets en Mon Caprice |
| (nl) Monument ter ere van de Zeelui                                                                           |                       |                                  | Coxyde            | Zavelplein              | 51° 07′ 06″ nord, 2° 37′ 39″ est | 16483               | Téléverser |
| (nl) Résidence du Blekker, hoekhuis modernistische stijl                                                      |                       |                                  | Coxyde            | Zeelaan 110             | 51° 06′ 41″ nord, 2° 38′ 38″ est | 16493               | (nl) Résidence du Blekker, hoekhuis modernistische stijl                                                      |
| (nl) Tweegezinswoning Cri-Cri en La Chardonnerai                                                              |                       |                                  | Coxyde            | Zeelaan 185             | 51° 06′ 50″ nord, 2° 38′ 25″ est | 16495               | (nl) Tweegezinswoning Cri-Cri en La Chardonnerai                                                              |
| (nl) Tweegezinswoning Cri-Cri en La Chardonnerai                                                              |                       |                                  | Coxyde            | Zeelaan 187             | 51° 06′ 50″ nord, 2° 38′ 25″ est | 16495               | (nl) Tweegezinswoning Cri-Cri en La Chardonnerai                                                              |
| (nl) Breedhuis, Art Decostijl                                                                                 |                       |                                  | Coxyde            | Zonder Zorgstraat 4     | 51° 07′ 02″ nord, 2° 38′ 16″ est | 16497               | Téléverser |
| (nl) Monument ter ere van Zouaven                                                                             | Oui                   |                                  | Coxyde            | Zouavenplein            | 51° 07′ 20″ nord, 2° 38′ 20″ est | 16498               | Téléverser |
| (nl) Keunekapel, 1906                                                                                         | Oui                   |                                  |                   | H. Christiaenlaan 38    | 51° 06′ 35″ nord, 2° 36′ 58″ est | 16499               | Téléverser |
| (nl) Villa, Sidonia                                                                                           |                       |                                  |                   | H. Christiaenlaan 50    | 51° 06′ 38″ nord, 2° 37′ 06″ est | 16500               | Téléverser |
| (nl) Huis Coene                                                                                               |                       |                                  |                   | Strandlaan 287          | 51° 06′ 33″ nord, 2° 36′ 45″ est | 16501               | Téléverser |
| (nl) Standbeeld van Sint-Idesbald                                                                             |                       |                                  |                   | Koninklijke Baan        | 51° 06′ 42″ nord, 2° 37′ 17″ est | 16502               | Téléverser |
| (nl) Résidence La Galiote, modernistisch hoekhuis                                                             |                       |                                  |                   | Strandlaan 284          | 51° 06′ 35″ nord, 2° 36′ 45″ est | 16504               | Téléverser |
| (nl) Modernistische villa, Lentelust, jaren 1930                                                              |                       |                                  |                   | Zeepannelaan 22         | 51° 06′ 33″ nord, 2° 36′ 42″ est | 16508               | Téléverser |
| (nl) Hoekhuis Le Carbet                                                                                       |                       |                                  |                   | Zeepannelaan 49         | 51° 06′ 27″ nord, 2° 36′ 26″ est | 16509               | Téléverser |
| (nl) de Warmeklakke, vissershuisje, boerenhuisje                                                              |                       |                                  | Oostduinkerke     | A. Boudrystraat 1       | 51° 07′ 00″ nord, 2° 40′ 52″ est | 16510               | Téléverser |
| (nl) Hoeve losse bestanddelen, woonhuis 1700                                                                  |                       |                                  | Oostduinkerke     | Burgweg                 | 51° 05′ 46″ nord, 2° 40′ 01″ est | 16511               | Téléverser |
| (nl) Rijhuis, breedhuis                                                                                       |                       |                                  | Oostduinkerke     | Dorpsstraat 17          | 51° 06′ 57″ nord, 2° 41′ 03″ est | 16512               | Téléverser |
| Église Saint-Nicolas d'Ostdunkerque                                                                           |                       |                                  | Oostduinkerke     | Leopold II Laan         | 51° 07′ 13″ nord, 2° 40′ 41″ est | 16515               | Église Saint-Nicolas d'Ostdunkerque                                                                           |
| (nl) Gemeentehuis                                                                                             |                       |                                  | Oostduinkerke     | Leopold II Laan 2       | 51° 06′ 58″ nord, 2° 40′ 57″ est | 16516               | Téléverser |
| (nl) Breedhuis, 1920                                                                                          |                       |                                  | Oostduinkerke     | Leopold II Laan 15      | 51° 06′ 57″ nord, 2° 40′ 55″ est | 16517               | Téléverser |
| (nl) Pottebloem, diephuis                                                                                     |                       |                                  | Oostduinkerke     | Leopold II Laan 33      | 51° 06′ 59″ nord, 2° 40′ 53″ est | 16518               | Téléverser |
| (nl) Dubbelhuis, 1703                                                                                         |                       |                                  | Oostduinkerke     | Leopold II Laan 36      | 51° 07′ 03″ nord, 2° 40′ 54″ est | 16519               | Téléverser |
| (nl) Burgerhuis                                                                                               |                       |                                  | Oostduinkerke     | Leopold II Laan 83      | 51° 07′ 10″ nord, 2° 40′ 46″ est | 16520               | Téléverser |
| (nl) Nationaal Visserijmuseum                                                                                 | Oui                   |                                  | Oostduinkerke     | Pastoor Schmitzstraat 4 | 51° 07′ 01″ nord, 2° 41′ 01″ est | 16521               | Téléverser |
| (nl) Vissershuisje, thans buitenverblijf                                                                      |                       |                                  | Oostduinkerke     | Piet Verhaertstraat 12  | 51° 07′ 13″ nord, 2° 40′ 56″ est | 16522               | Téléverser |
| (nl) Hotel-restaurant La Peniche, naar ontwerp van R. Buyl                                                    | Oui                   |                                  | Oostduinkerke     | Albert I Laan 4         | 51° 07′ 26″ nord, 2° 39′ 37″ est | 16525               | Téléverser |
| (nl) De Sinjoorkens, naar ontwerp van A. Courtens 1939                                                        | Oui                   |                                  | Oostduinkerke     | Strandjutterslaan 10    | 51° 07′ 39″ nord, 2° 39′ 38″ est | 16528               | Téléverser |
| (nl) Home A. Van Acker, thans Home R.T.T.                                                                     |                       |                                  | Oostduinkerke     | Kinderlaan 41           | 51° 08′ 24″ nord, 2° 42′ 24″ est | 16529               | Téléverser |
| (nl) Driegezinswoning, Marie-Rose en Avriza                                                                   |                       |                                  | Oostduinkerke     | Leopold II Laan 123     | 51° 07′ 26″ nord, 2° 40′ 36″ est | 16530               | Téléverser |
| (nl) Driegezinswoning, Marie-Rose en Avriza                                                                   |                       |                                  | Oostduinkerke     | Leopold II Laan 125     | 51° 07′ 26″ nord, 2° 40′ 36″ est | 16530               | Téléverser |
| (nl) Driegezinswoning, Marie-Rose en Avriza                                                                   |                       |                                  | Oostduinkerke     | Leopold II Laan 127     | 51° 07′ 26″ nord, 2° 40′ 36″ est | 16530               | Téléverser |
| (nl) Breedhuis jaren 1920                                                                                     |                       |                                  | Oostduinkerke     | Leopold II Laan 245     | 51° 07′ 53″ nord, 2° 40′ 18″ est | 16531               | Téléverser |
| (nl) Villa Santa Crruz                                                                                        |                       |                                  | Oostduinkerke     | Uitkijkweg 2            | 51° 07′ 56″ nord, 2° 41′ 08″ est | 16535               | Téléverser |
| (nl) Rijhuis, La Coursive                                                                                     | Oui                   |                                  | Oostduinkerke     | Zeedijk 454             | 51° 07′ 59″ nord, 2° 40′ 21″ est | 16538               | Téléverser |
| (nl) Vakantietehuis, Pays de Charleroi                                                                        | Oui                   |                                  | Oostduinkerke     | Noordzeedreef 1         | 51° 08′ 09″ nord, 2° 42′ 11″ est | 16539               | Téléverser |
| (nl) Vakantietehuis, Pays de Charleroi                                                                        | Oui                   |                                  | Oostduinkerke     | Noordzeedreef 3         | 51° 08′ 09″ nord, 2° 42′ 11″ est | 16539               | Téléverser |
| (nl) Hof ten Bommelaere, hoevegebouwen                                                                        |                       |                                  | Wulpen            | Allaertshuizenstraat 2  | 51° 05′ 59″ nord, 2° 43′ 35″ est | 16541               | Téléverser |
| (nl) Allaertshuizen, hoevegebouwen                                                                            |                       |                                  | Wulpen            | Allaertshuizenstraat 5  | 51° 06′ 14″ nord, 2° 43′ 52″ est | 16542               | Téléverser |
| (nl) Allaertshuizen, hoevegebouwen                                                                            |                       |                                  | Wulpen            | Veldweg 4               | 51° 06′ 14″ nord, 2° 43′ 52″ est | 16542               | Téléverser |
| (nl) Herberg De Hullebrug, boerenburgerhuis                                                                   |                       |                                  | Wulpen            | Booitshoekestraat 5     | 51° 05′ 42″ nord, 2° 43′ 21″ est | 16543               | Téléverser |
| (nl) Geushof, hoevegebouwen                                                                                   |                       |                                  | Wulpen            | Conterdijk 1            | 51° 05′ 33″ nord, 2° 40′ 21″ est | 16544               | Téléverser |
| (nl) Parochiekerk Sint-Willibrordus                                                                           | Oui                   |                                  | Wulpen            | Dorpplaats 14           | 51° 05′ 59″ nord, 2° 42′ 05″ est | 16545               | Téléverser |
| (nl) Woonhuis 1859                                                                                            |                       |                                  | Wulpen            | Dorpplaats 7            | 51° 05′ 57″ nord, 2° 41′ 58″ est | 16546               | Téléverser |
| (nl) Gasthof, eertijds passantenliedengasthuis                                                                |                       |                                  | Wulpen            | Dorpplaats 9            | 51° 06′ 05″ nord, 2° 41′ 54″ est | 16547               | Téléverser |
| (nl) Pastorie, dubbelhuis 1890 naar ontwerp van J. Vinck                                                      |                       |                                  | Wulpen            | Dorpplaats 12           | 51° 06′ 01″ nord, 2° 41′ 58″ est | 16548               | Téléverser |
| (nl) Arbeid Adelt, boerenhuis en hoevegebouwen                                                                |                       |                                  | Wulpen            | Dorpplaats 20           | 51° 05′ 57″ nord, 2° 42′ 14″ est | 16549               | Téléverser |
| (nl) Sint-Sebastianushof, herberg hoekhuis                                                                    |                       |                                  | Wulpen            | Dorpplaats 26           | 51° 06′ 04″ nord, 2° 41′ 58″ est | 16550               | Téléverser |
| (nl) Den Toestand, breedhuis                                                                                  |                       |                                  | Wulpen            | Schoudervlietstraat 2   | 51° 05′ 11″ nord, 2° 42′ 52″ est | 16553               | Téléverser |
| (nl) Neogotische veldkapel                                                                                    |                       |                                  | Wulpen            | Torrelestraat           | 51° 05′ 21″ nord, 2° 41′ 22″ est | 16554               | Téléverser |
| (nl) De Single, hoevegebouwen, boerenhuis kern 1650                                                           |                       |                                  | Wulpen            | Veurnekeiweg 16         | 51° 06′ 19″ nord, 2° 42′ 18″ est | 16556               | Téléverser |
| (nl) XIX-veldkapel aan Kapelhoeve, 1866                                                                       |                       |                                  | Wulpen            | Wulpendammestraat       | 51° 05′ 54″ nord, 2° 41′ 59″ est | 16558               | Téléverser |
| (nl) Westhoek, hoevegebouwen                                                                                  |                       |                                  | Wulpen            | Wulpendammestraat 4     | 51° 05′ 49″ nord, 2° 41′ 55″ est | 16559               | Téléverser |
| (nl) Duivennest, boerenhuis XVIIIB (?)                                                                        |                       |                                  | Wulpen            | Wulpendammestraat 8     | 51° 05′ 32″ nord, 2° 41′ 44″ est | 16561               | Téléverser |
| (nl) Damhof of Dammehof, hoevegebouwen: boerenhuis                                                            |                       |                                  | Wulpen            | Wulpendammestraat 11    | 51° 05′ 07″ nord, 2° 41′ 50″ est | 16562               | Téléverser |
| (nl) Hoevetje als buitenverblijf: boerenhuis en bijgebo                                                       |                       |                                  | Wulpen            | Wulpendammestraat 13    | 51° 04′ 55″ nord, 2° 41′ 47″ est | 16563               | Téléverser |
| (nl) Oorlogsmonument van Koksijde                                                                             | Oui                   |                                  | Coxyde            | Robert Vandammestraat   | 51° 06′ 17″ nord, 2° 38′ 56″ est | 201449              | Téléverser |
| (nl) Oorlogsmonument voor piloten                                                                             | Oui                   |                                  | Coxyde            | Jaak Van Buggenhoutlaan | 51° 06′ 30″ nord, 2° 37′ 46″ est | 201450              | Téléverser |
| (nl) Oorlogsmonument voor 4de legerdivisie                                                                    | Oui                   |                                  | Wulpen            | Veurnekeiweg            | 51° 06′ 29″ nord, 2° 42′ 40″ est | 201451              | Téléverser |
| (nl) Oorlogsmonument                                                                                          | Oui                   |                                  | Oostduinkerke     | Leopold II Laan         | 51° 07′ 14″ nord, 2° 40′ 43″ est | 201459              | Téléverser |